# Alain Weill (Manager)

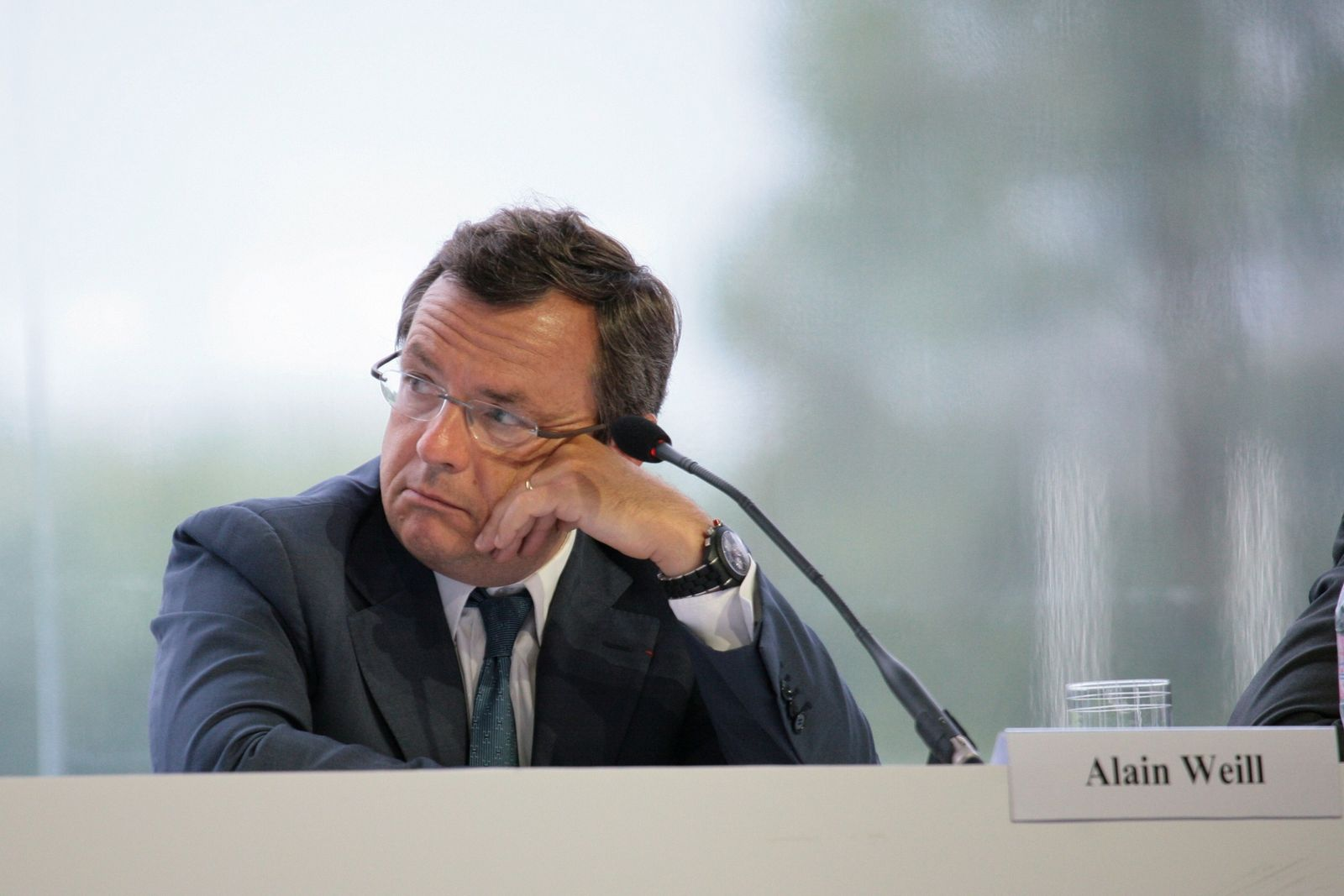
Alain Weill, 2008

Alain Weill (* 6. April 1961 in Straßburg) ist ein französischer Manager und Unternehmer  in der Medien- und Mobilfunkbranche.

## Werdegang
Weill erreichte einen akademischen Grad in Wirtschaftswissenschaften und absolvierte seinen MBA an der HEC in Paris.
Seine erste berufliche Station war 1985 der private Hörfunksender NRJ, danach wurde er CEO von Quarare einer Unterfirma des Dienstleisters Sodexo. 1990 kehrte er in die Medienbranche zurück, zunächst als Assistent Geschäftsleitung und später CEO der RTL Group. In dieser Funktion übernahm er unter anderem BFM, 2002 und lancierte den Wirtschaftssender BFM TV, 2005.
Als Mehrfachfunktionär saß er auch in den Aufsichtsräten des Mobilfunkunternehmens SFR, Telekommunikationsunternehmen Iliad und leitete zunaechst als COO, später als CEO das operative Geschäft des Internetdienstleisters Altice Europe.